# Седюк, Николай Павлович
Николай Павлович Седюк (англ. Nikolay Sedyuk, 29 апреля 1988, Горький, Нижний Новгород, Россия) — российский легкоатлет, специализирующийся в метании диска. Мастер спорта России международного класса. Является единственным дискобол, использующим технику с двух оборотов (англ. 2 turn technics).
Победитель первенств России по длинным метаниям среди юношей (2005), юниоров (2006, 2007), молодёжи (2008, 2009, 2010). Чемпион Европы среди Юниоров (2007) и Молодежи (2009). Рекордсмен России и Европы среди юниоров. Бронзовый призёр Чемпионата России (2009, 2016, 2018). Серебряный призёр Чемпионата России (2008, 2012, 2014, 2015). Чемпион России (2013, 2016).

## Особенности техники метания
В отличие от остальных спортсменов, Николай использует технику с двух оборотов (англ. 2 turn technics), разработанную им и его тренером в конце 2007 г. За долго до этого, похожей техникой с двумя оборотами, пользовались другие спортсмены, не добившись высоких результатов она была забыта на долгое время и считалась не перспективной. Николай со своим тренером Иваном Коптюхом, переработали её с самого начала, добавив новые элементы, тем самым перевернул современное понятие техники в метании диска.
Перед тем как использовать её, Николай упорно оттачивал мастерство в течение 1 года. И первое же выступление доказало, что затраченное время на эксперименты в сфере метания диска потрачено не впустую. Он завоевал золото на Кубке Европы по Длинным Метаниям среди молодёжи (Хорватия, Сплит 15-16.03.2008) с ошеломительным отрывом и повысил свой личный результат более чем на 4 метра в метании диска 2 кг (взрослый снаряд). Стоит добавить, что это было его первое зарубежное выступлении среди молодёжи, годом ранее он участвовал в соревнованиях возрастной группы «Юниоры», где стал чемпионом и установил рекорды России и Европы.

## Личные рекорды
| Дата             | Вес снаряда      | Город               | Результат |
| ---------------- | ---------------- | ------------------- | --------- |
| 23 июня, 2005    | 1,5 кг (юноши)   | Челябинск, Россия   | 57.73     |
| 21 июля, 2007    | 1,75 кг (юниоры) | Хенгело, Нидерланды | 62.72 NJR |
| 1 июня, 2008     | 2 кг (2 оборота) | Чебоксары, Россия   | 64.72     |
| 20 февраля, 2016 | 2 кг             | Адлер, Россия       | 64.46     |

## Достижения

### 2005
Чемпион первенства России среди юношей и девушек ст. возраста Челябинск (Россия) 21-23.06.2005
Участник чемпионата Мира среди юношей и девушек Марокко (Марракеш) 13-17.07.05

### 2006
Чемпион зимнего первенства и чемпионата России по длинным метаниям среди юниоров Адлер (Россия) 17-19.02.2006
Чемпион первенства России среди юниоров Тула (Россия) 21-23.07.2006
4 место чемпионата мира среди юниоров Пекин (Китай) 15-20.08.2006

### 2007
Чемпион зимнего первенства и чемпионата России по длинным метаниям среди юниоров Адлер (Россия) 19-21.02.2007
Чемпион первенства России среди юниоров Сочи (Россия) 23-24.05.2007
Чемпион Европы среди юниоров Хенгело (Нидерланды) 19-22.07.2007
Установил рекорд Европы и России среди юниоров - 63,72 м Хенгело (Нидерланды) 19-22.07.2007
Чемпион Кубка Европейских чемпионов (юниоры) среди клубов Брно (Чехия) 15.09.2007

### 2008
Чемпион зимнего первенства и чемпионата России по длинным метаниям среди молодёжи Адлер (Россия) 19-21.02.2008
Чемпион Кубока Европы по длинным метаниям Сплит (Хорватия) 15-16.03.2008
4 место на Кубоке Европы (Суперлига) Анси (Франция) 21-22.06.2008
Серебряный призёр Чемпионата России Казань (Россия) 17-20.07.2008

### 2009
Чемпион зимнего первенства и чемпионата России по длинным метаниям среди молодёжи Адлер (Россия) 18-20.02.2009
Серебряный призёр Зимнего Кубока Европы по длинным метаниям (молодёжь) Лос-Реалехос (Испания) 14-15.03.2009
Бронзовый призёр Кубока Европейских Чемпионов среди клубов Кастельон (Испания) 30-31.05.2009
Чемпион Первенства России среди молодёжи Казань (Россия) 16-18.06.2009
Чемпион Европы среди молодёжи 16-18.07.2009
Бронзовый призёр Чемпионата России Каунас (Литва) 23-26.07.2009
Участник чемпионата мира Берлин (Германия) 15-23.08.2009

### 2010
Чемпион зимнего первенства и чемпионата России по длинным метаниям среди молодёжи Адлер (Россия) 04-06.03.2010
Серебряный призёр Кубка Европейских Чемпионов среди клубов Вила Реаль де Санто Антонио (Португалия) 29-30.05.2010
Серебряный призёр Кубка России Ерино (Россия) 11-12.06.2010
Чемпион первенства России среди молодёжи Чебоксары (Россия) 02-04.07.2010
Чемпион Спартакиады молодёжи Саранск (Россия) 12-14.08.2010

### 2011
Серебряный призер зимнего первенства и чемпионата России по длинным метаниям Адлер (Россия) 22.02.11-24.02.11
Бронзовый призер командного чемпионата России Сочи (Россия) 24.05.11-25.05.11

### 2012
Серебряный призер зимнего первенства и чемпионата России по длинным метаниям Адлер (Россия) 27.02.12-29.02.12
Серебряный призер чемпионата России Чебоксары (Россия) 03.07.12-06.07.12

### 2013
Чемпион зимнего первенства и чемпионата России по длинным метаниям Адлер (Россия) 26.02.13-28.02.13
Чемпион России Москва (Россия) 22.07.13-25.07.13

### 2014
Серебряный призер зимнего первенства и чемпионата России по длинным метаниям Адлер (Россия) 21.02.14-23.02.14
Серебряный призер командного чемпионата России Адлер (Россия) 29.05.14-30.05.14
Чемпион кубка России Ерино (Россия) 09.07.14-10.07.14

### 2015
Серебряный призер зимнего первенства и чемпионата России по длинным метаниям Адлер (Россия) 22.02.15-24.02.15

### 2016
Чемпион зимнего первенства и чемпионата России по длинным метаниям Адлер (Россия) 19.02.16-21.02.16
Серебряный призер командного чемпионата России Сочи (Россия) 26.05.16-27.05.16
Бронзовый призер чемпионата России Чебоксары (Россия) 20.06.16-23.06.16
Серебряный призер кубка России Жуковский (Россия) 20.07.16-21.07.16
Чемпион всероссийского соревнования "Звёзды 2016" Москва (Россия) 28.07.16

### 2017
Бронзовый призер кубка России Ерино (Россия) 04-06.03.2010

### 2018
Бронзовый призер кубка России Жуковский (Россия) 11–12.07.2018
Бронзовый призер чемпионата России Казань (Россия) 19.07.18-22.07.18

### 2019
Серебряный призер кубка России Сочи (Россия) 28.05.2019